# James Hurtle Fisher

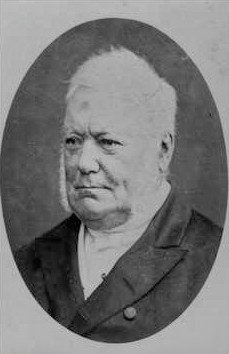
Sir James Hurtle Fisher (1870)

Sir James Hurtle Fisher, Kt (* 1. Mai 1790 in Sunbury-on-Thames, Middlesex, England; † 28. Januar 1875 in Adelaide, South Australia) war ein australischer Politiker, der unter anderem zwischen 1840 und 1842 erster Bürgermeister von Adelaide war und dieses Amt erneut von 1852 bis 1854 bekleidete. Er fungierte zudem zwischen 1857 und 1865 als Mitglied und erster Präsident des South Australian Legislative Council.

## Leben

### Rechtsanwalt undResident Commissionerder Kolonie South Australia

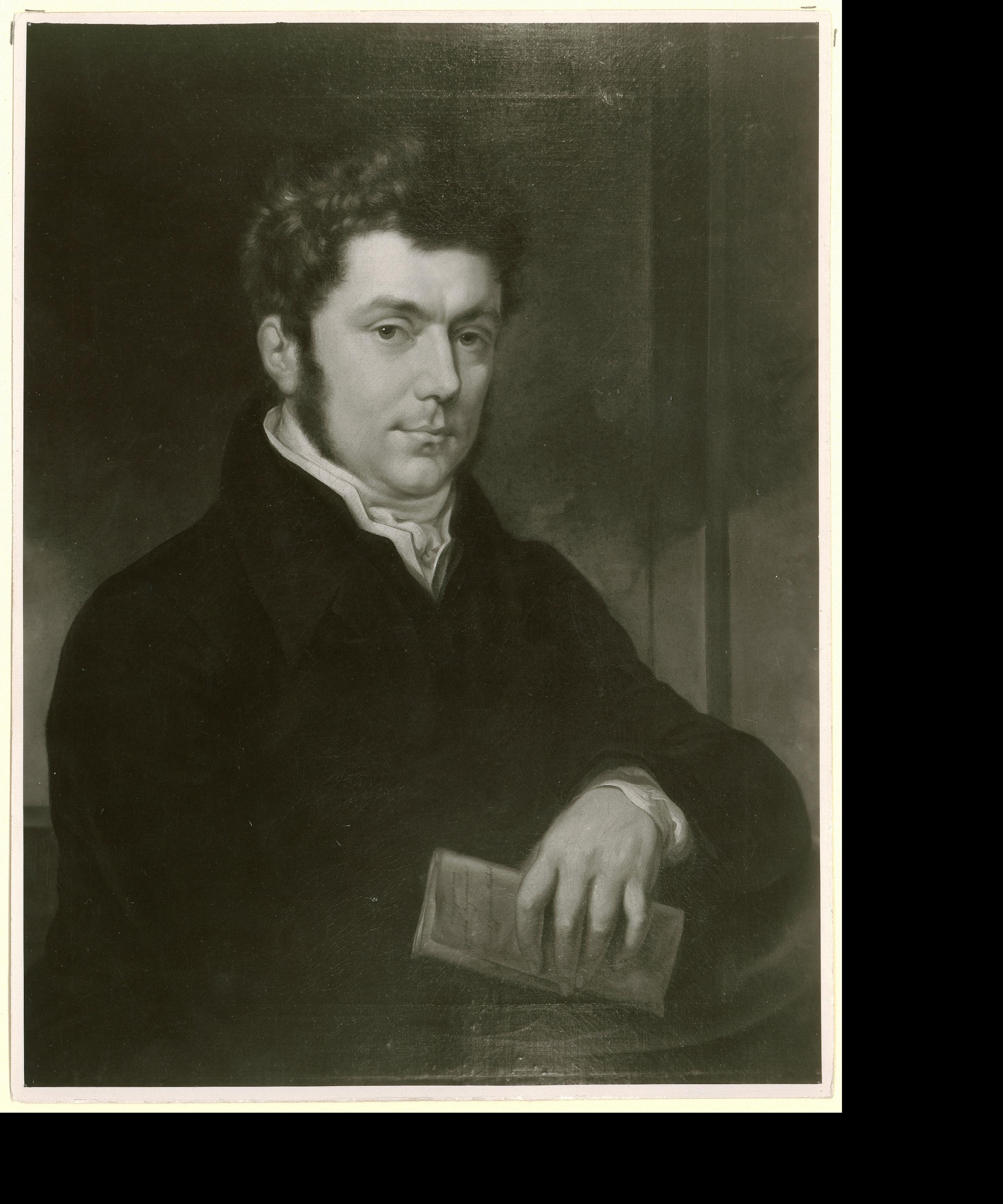
James Hurtle Fisher (um 1836)

James Hurtle Fisher, Sohn von James Fisher und dessen Henrietta Harriet Fisher, absolvierte eine damals übliche rechtsanwaltliche Ausbildung in der Anwaltskanzlei Brown and Gotobed und nahm nach seiner anwaltlichen Zulassung im Juli 1811 eine Tätigkeit als Solicitor auf. Nach Gründung der Gründung der Kolonie South Australia wurde er 1836 zum ersten Residierenden Kommissar (Resident Commissioner) in der Kolonie ernannt. Bereits auf der Überfahrt nach South Australia zerstritten sich er und der ernannte erste Gouverneur von South Australia, John Hindmarsh, was die zukünftige Regierungsarbeit zwischen den beiden in der Kolonie erschwerte. Er war zugleich zwischen dem 11. Juli 1836 und dem 17. Oktober 1838 Mitglied des damaligen Legislativrates.
Als Resident Commissioner kontrollierte Fisher den Verkauf von Land in der Kolonie. Das Geld daraus wurde verwendet, um arme Arbeiter als Auswanderer zu holen. Fisher war nur gegenüber dem Board of Commissioners in London verantwortlich, war Mitglied des Exekutivrats und kontrollierte viel mehr Geld, als der Gouverneur zur Verfügung hatte. Fisher weigerte sich, Land für Regierungsgebäude zur Verfügung zu stellen, und zwang Gouverneur Hindmarsh sogar, Land zu kaufen, um dort bei seiner Ankunft ein Zelt aufzustellen. Da der Gouverneur nur über geringe Mittel verfügte, war er in den ersten beiden Jahren nach der Ansiedlung nicht in der Lage, angemessene Regierungsgebäude bereitzustellen. Kommissar Fisher weigerte sich außerdem, zu den Sitzungen des vom Gouverneur geleiteten Exekutivrats (Executive Council) zu erscheinen, was den Regierungsprozess erschwerte. Dieses System brach sehr schnell zusammen und 1838 wurden sowohl Gouverneur Hindmarsh als auch Kommissar Fisher von ihren Ämtern abberufen. Aufgrund dieser Erfahrungen wurde der neue Gouverneur George Gawler auch zum Resident Commissioner ernannt, wodurch das Problem der geteilten Autorität gelöst wurde. Er blieb in South Australia und nahm dort seine Tätigkeit als Solicitor wieder auf.

### Bürgermeister von Adelaide, Mitglied und Präsident desSouth Australian Legislative Council
1840 wurde James Hurtle Fisher erster Bürgermeister von Adelaide und bekleidete das Amt bis 1842, woraufhin Thomas Wilson ihn ablöste. Nachdem die Stadt Adelaide anstelle eines einzelnen Bürgermeisters zwischen 1843 und 1849 von der Zentralregierung beziehungsweise einem Ausschuss von Kommissaren (Board of Commissioner) regiert wurde, übernahm Fisher 1852 erneut das Amt des Bürgermeisters und bekleidete dieses nunmehr bis zu seiner Ablösung durch Joseph Hall 1854.
Am 6. Mai 1853 wurde Fisher für den damaligen Wahlkreis West Adelaide zum Mitglied des damaligen Legislativrates gewählt und vertrat diesen Wahlkreis bis zu dessen Auflösung am 24. Oktober 1855. Nach einer Änderung des Wahlkreissystems und der Einführung der Wahl der Kandidaten für die The Province gesamte Kolonie, wurde er am 22. Oktober 1855 wieder zum Mitglied des Legislative council und gehörte diesem bis zu dessen Auflösung am 2. Februar 1857 an. Während dieser Zeit fungierte er zwischen dem 6. November 1855 und 1856 auch als Sprecher des Legislativrates (Speaker of the Legislative Council).
Fisher wurde nach der Verabschiedung der neuen demokratischen Verfassung bei der ersten Wahl am 9. März 1857 zum Mitglied des South Australian Legislative Council gewählt, des nunmehrigen Oberhauses des Parlaments von South Australia nach dem britischen Westminster-System, und gehörte diesem bis zum 28. Februar 1865 an. Auf der konstituierenden Sitzung am 22. April 1857 wurde er zudem zum ersten Präsidenten des Legislativrates gewählt und bekleidete dieses Amt bis zum 2. Februar 1865, woraufhin sein eigener Schwiegersohn John Morphett dieses Amt übernahm. Für seine Verdienste wurde er am 24. Mai 1860 als Knight Bachelor (Kt) nobilitiert, wodurch er fortan das Prädikat „Sir“ führte.
Aus seiner Ehe am 5. Oktober 1813 geschlossenen Ehe mit Elizabeth Johnson (1792–1857) gingen fünf Söhne und vier Töchter hervor. Seine älteste Tochter Elizabeth „Bessey“ Fisher (1815–1905) war die Ehefrau des Politikers Sir John Morphett (1809–1892), der zwischen 1843 und 1855 sowie von 1857 und 1873 ebenfalls Mitglied des Legislativrates sowie als Nachfolger seines Schwiegervaters zwischen 1865 und 1873 zweiter Präsident des Legislative council war. Einer der Söhne von James Hurtle Fisher war Charles Brown Fisher (1817–1908), ein Pionier der pastoralen Weidewirtschaft und Viehzüchter. Sein Urenkel George Cummins Morphett (1876–1963) war zwischen 1933 und 1938 Mitglied des South Australian House of Assembly, des Unterhauses des Parlaments.

## Veröffentlichung
- A sketch of three colonial acts, suggested for adoption in the new province of South Australia, with a view to ensure the most perfect security of title to property, to simplify and facilitate the mode and moderate the expense of its transfer with proposed forms of deeds, 1836

## Hintergrundliteratur
- George Cummins Morphett: Sir James Hurtle Fisher. First resident commissioner in S.A., his life and times, Griffin Press, Adelaide 1955
- Parliament of South Australia: Statistical Record of the Legislature 1836–2007 (Memento vom 11. März 2019 im Internet Archive)
- Gordon Desmond Combe: Responsible Government in South Australia, Band 1, Wakefield Press, 2009, ISBN 978-1-86254-843-5 (Onlineversion (Auszug))